# Lista de firmwares de roteador
Lista de softwares criados e mantidos por terceiros e que não fazem parte da equipe de construção de um produto. A extensão do suporte e grau de maturidade varia de projeto para projeto.

## Embarcados
São firmwares customizadas e roteadores wireless notáveis. Muitos dos itens desta lista rodam em diversas marcas de roteadores como Linksys, Asus, Netgear, etc.
- OpenWrt - Firmware customizável e software livre escrita do zero; Possui diversas funcionalidades e utiliza os sistemas de arquivo SquashFS e JFFS2 em conjunção com o gerenciador de pacotes opkg [1]
  - LEDE - Fork do projeto OpenWrt criado por divergências entre membros do projeto, que foi reunificado ao OpenWrt.
  - Commotion Wireless - Rede mesh desenvolvida com software livre.
  - DD-WRT – Baseado no kernel OpenWrt desde a versão 23 (Dec. 2005), com versões pagas e livres disponíveis.[2]
  - Gargolye - Firmware livre para roteadores baseada no OpenWrt que suporta uma gama de dispositivos Broadcom e Atheros.
  - LibreCMC – Uma versão do OpenWRT endossada pela Free Software Foundation, e que não possui blobs proprietários incorporados[3].
  - Roofnet – Rede mesh 802.11 experimental desenvolvida no MIT. A tecnologia desenvolvida pelo projeto Roofnet deu origem a empresa Meraki, comprada pela Cisco.
- DebWRT – Combina o kernel Linux do OpenWrt com o sistema de pacotes do Debian.[4].
- HyperWRT – Firmware com o foco em aumento de potência de transmissão, scripts, configuração de portas mas que tenta se manter perto das firmwares originais de fábrica dos modelos WRT54G da Linksys.
- Tomato - Sucessor do HyperWRT, com funcionalidades avançadas como Qos, interface moderna usando Ajax e SVG[5].

## Outros
Distribuições de software para roteadores com mais de 5 GB de armazenamento e 1 GB de RAM

### FreeBSD
- m0n0wall - m0n0wall é um projeto abandonado. Era construido com o FreeBSD para inicializar de armazenamentos removíveis e CD rom, e consumia apenas 12Mb de espaço sendo bastante enxuto.
- pfsense - Um software livre e baseado no FreeBSD para roteador e firewall, que pode ser instalado e inicializado em computadores físicos e máquinas virtuais.
  - OPNsense - Fork do pfSense.

### Linux
- Zeroshell – Roteadores, pontes de VPN, QoS, balancedor de carga e outras funções.
- IPFire - Firmware avançada e escrita do zero com firewall customizável e pacotes adicionais obtidos na forma de plugins.